# Runnin' with the Devil
Runnin' with the Devil is een nummer van de Amerikaanse band Van Halen. Het nummer verscheen op hun gelijknamige debuutalbum uit 1978. Op 13 april van dat jaar werd het nummer oorspronkelijk uitgebracht als de tweede single van het album. In mei 1980 werd de plaat n.a.v. het optreden van de band op Pinkpop 1980 opnieuw uitgebracht in Nederland, België en het Verenigd Koninkrijk.

## Achtergrond
De tekst van "Runnin' with the Devil" is geïnspireerd door het nummer "Runnin' from the Devil" van de Amerikaanse funk- en soulband Ohio Players. De tekst wordt vaak verkeerd geïnterpreteerd als satanistisch, alhoewel de bandleden nooit de volledige tekst hebben uitgelegd. Over het algemeen wordt aangenomen dat het nummer gaat over het leven van een jonge band op tournee. De coupletten van het nummer gaan over de ervaringen van een persoon die leert dat een simpel leven niet zo simpel is als het lijkt. Er wordt aangenomen dat het refrein een referentie bevat naar het begrip vrijheid, wat in de tekst bezongen wordt als leven in het heden en een gebrek aan sociale banden. Soms wordt er gedacht dat het nummer een poging doet om iemand te overtuigen dat een simpel leven niet zo fout is als wordt gedacht, wat de tekst niet serieus zou maken.
De plaat begint met een aantal toeters van auto's, afkomstig van de auto's van de bandleden zelf. Deze toeters werden vervolgens vertraagd door producer Ted Templeman voordat deze aan het nummer werden toegevoegd. Dit idee ontstond tijdens de clubtournees van de band en verschenen al op de demoversie van het nummer, opgenomen door Gene Simmons, en het nummer "House of Pain", dat zich op de demotape voor "Runnin' with the Devil" bevond.
De plaat kende opvallend genoeg de grootste successen in Nederland, België (Vlaanderen) en het Verenigd Koninkrijk, waar de plaat pas in mei 1980 werd uitgebracht wegens het optreden van Van Halen op maandag 26 mei dat jaar in Geleen wegens Pinkpop 1980. 
In Nederland werd de plaat destijds veel gedraaid op Hilversum 3 en werd een grote hit in de destijds drie landelijke hitlijsten op de nationale publieke popzender. De plaat bereikte de 8e positie in de Nederlandse Top 40, de 2e positie in de Nationale Hitparade en de 7e positie in de TROS Top 50. In de Europese hitlijst op Hilversum 3, de TROS Europarade, werd géén notering behaald.
In België bereikte de plaat de 8e positie in de voorloper van de Vlaamse Ultratop 50 en de 11e positie in de Vlaamse Radio 2 Top 30. In Wallonië werd géén notering behaald.
In zanger David Lee Roths' thuisland de Verenigde Staten kwam de plaat in het voorjaar van 1978 niet verder dan de 84e positie in de Billboard Hot 100, terwijl in 1980 in het Verenigd Konkinkrijk de 52e positie in de UK Singles Chart werd behaald. Desondanks bleek de plaat erg populair en is het nog steeds een van de bekendste platen van Van Halen. In 2009 zette de televisiezender VH1 de plaat op de 9e plaats in hun lijst van de honderd beste hardrock platen ooit.
Ook staat de plaat sinds de editie van december 2000 onafgebroken genoteerd in de jaarlijkse NPO Radio 2 Top 2000 van de Nederlandse publieke radiozender NPO Radio 2, met als hoogste notering tot nu toe een 250e positie in 2000.

## Hitnoteringen

### Nederlandse Top 40
| Hitnotering: 03-05-1980 t/m 12-07-1980 | Hitnotering: 03-05-1980 t/m 12-07-1980 | Hitnotering: 03-05-1980 t/m 12-07-1980 | Hitnotering: 03-05-1980 t/m 12-07-1980 | Hitnotering: 03-05-1980 t/m 12-07-1980 | Hitnotering: 03-05-1980 t/m 12-07-1980 | Hitnotering: 03-05-1980 t/m 12-07-1980 | Hitnotering: 03-05-1980 t/m 12-07-1980 | Hitnotering: 03-05-1980 t/m 12-07-1980 | Hitnotering: 03-05-1980 t/m 12-07-1980 | Hitnotering: 03-05-1980 t/m 12-07-1980 | Hitnotering: 03-05-1980 t/m 12-07-1980 | Hitnotering: 03-05-1980 t/m 12-07-1980 |
| Week                                   | 1                                      | 2                                      | 3                                      | 4                                      | 5                                      | 6                                      | 7                                      | 8                                      | 9                                      | 10                                     | 11                                     |                                        |
| -------------------------------------- | -------------------------------------- | -------------------------------------- | -------------------------------------- | -------------------------------------- | -------------------------------------- | -------------------------------------- | -------------------------------------- | -------------------------------------- | -------------------------------------- | -------------------------------------- | -------------------------------------- | -------------------------------------- |
| Nummer                                 | 36                                     | 25                                     | 20                                     | 16                                     | 13                                     | 11                                     | 8                                      | 8                                      | 10                                     | 18                                     | 33                                     | uit                                    |

### Nationale Hitparade
| Hitnotering: 10-05-1980 t/m 02-08-1980 | Hitnotering: 10-05-1980 t/m 02-08-1980 | Hitnotering: 10-05-1980 t/m 02-08-1980 | Hitnotering: 10-05-1980 t/m 02-08-1980 | Hitnotering: 10-05-1980 t/m 02-08-1980 | Hitnotering: 10-05-1980 t/m 02-08-1980 | Hitnotering: 10-05-1980 t/m 02-08-1980 | Hitnotering: 10-05-1980 t/m 02-08-1980 | Hitnotering: 10-05-1980 t/m 02-08-1980 | Hitnotering: 10-05-1980 t/m 02-08-1980 | Hitnotering: 10-05-1980 t/m 02-08-1980 | Hitnotering: 10-05-1980 t/m 02-08-1980 | Hitnotering: 10-05-1980 t/m 02-08-1980 | Hitnotering: 10-05-1980 t/m 02-08-1980 | Hitnotering: 10-05-1980 t/m 02-08-1980 |
| Week                                   | 1                                      | 2                                      | 3                                      | 4                                      | 5                                      | 6                                      | 7                                      | 8                                      | 9                                      | 10                                     | 11                                     | 12                                     | 13                                     |                                        |
| -------------------------------------- | -------------------------------------- | -------------------------------------- | -------------------------------------- | -------------------------------------- | -------------------------------------- | -------------------------------------- | -------------------------------------- | -------------------------------------- | -------------------------------------- | -------------------------------------- | -------------------------------------- | -------------------------------------- | -------------------------------------- | -------------------------------------- |
| Positie                                | 22                                     | 15                                     | 7                                      | 6                                      | 2                                      | 3                                      | 2                                      | 7                                      | 5                                      | 11                                     | 25                                     | 41                                     | 31                                     | uit                                    |

### TROS Top 50
Hitnotering: 24-04-1980 t/m 17-07-1980. Hoogste notering: #7 (1 week).

### NPO Radio 2 Top 2000
| Nummer met noteringen in de NPO Radio 2 Top 2000 | '00 | '01 | '02 | '03 | '04 | '05 | '06 | '07 | '08 | '09 | '10 | '11 | '12 | '13 | '14 | '15 | '16 | '17 | '18 | '19 | '20 | '21 | '22 | '23 | '24 |
| ------------------------------------------------ | --- | --- | --- | --- | --- | --- | --- | --- | --- | --- | --- | --- | --- | --- | --- | --- | --- | --- | --- | --- | --- | --- | --- | --- | --- |
| Runnin' with the Devil                           | 250 | 303 | 359 | 232 | 352 | 492 | 517 | 754 | 458 | 481 | 547 | 532 | 443 | 392 | 360 | 485 | 490 | 576 | 634 | 677 | 318 | 565 | 653 | 630 | 775 |

1. ↑  Een vetgedrukt getal geeft de hoogste notering aan.
2. ↑  2000 was het eerste jaar met een notering voor dit nummer.